# روكو ديلوكا
روكو ديلوكا (بالإنجليزية: Rocco Deluca)‏ هو موسيقي أمريكي، ولد في 27 ديسمبر 1975.

## وصلات خارجية
- الموقع الرسمي
- روكو ديلوكا على موقع ميوزك برينز (الإنجليزية)
- روكو ديلوكا على موقع ديسكوغز (الإنجليزية)